# Cameron Dallas
Pour les articles homonymes, voir Dallas (homonymie).
Cameron Dallas est un vidéaste web américain né le 8 septembre 1994 à Whittier (Californie). Il devient célèbre sur Internet à partir de 2013, notamment auprès des adolescentes, grâce aux vidéos humoristiques qu'il poste sur l'application Vine, où il comptabilise plus de 9 millions d'abonnés. Il remporte d'ailleurs par deux fois le Teen Choice Award du « meilleur vineur » (en 2014 et 2015). Il est également actif sur plusieurs réseaux sociaux, comme Twitter et Instagram.
Du fait de sa célébrité, il obtient des rôles dans quelques films, tels qu'Expelled (2014) ou The Outfield (en) (2015). En 2016, une série Netflix lui est consacrée : Chasing Cameron. Il s'essaye également à la musique, en sortant le single She Bad en 2015, la chanson All I Want is You is you avec le chanteur Daniel Skye, ainsi que Take You.
En avril 2016, il devient également l'égérie de la marque Calvin Klein.

## Biographie

### Enfance et famille
De son nom complet Cameron Alexander Dallas, il naît le 8 septembre 1994 à Whittier (Californie). Il grandit à Chino Hills (Californie) avec sa mère Gina Dallas et sa sœur Sierra Dallas (qui est aussi populaire sur les réseaux sociaux).

### Carrière

#### Vine
En septembre 2013, Cameron Dallas commence à poster de courtes vidéos humoristiques sur l'application Vine (@dallascameron). Il se met en scène en train de jouer des tours à ses proches, parle de sa vie privée et invite quelquefois d'autres « vineurs » célèbres dans ses vidéos. Il devient rapidement populaire, surtout auprès des adolescentes. Son nombre d'abonnés augmente de plus en plus, se chiffrant bientôt en millions : en mai 2016, il a ainsi plus de 9 millions d'abonnés sur son compte Vine. Il remporte par deux fois (2014 et 2015) le Teen Choice Award du « meilleur vineur », et était en septembre 2015 le 10e vineur le plus populaire au monde.
Bien que sa célébrité se soit surtout faite sur Vine, Cameron Dallas est également très actif sur les réseaux sociaux, notamment Instagram (plus de 17 millions d'abonnés en décembre 2016) et Twitter (plus de 10 millions d'abonnés en décembre 2016). Il a aussi un compte YouTube depuis septembre 2012. Il utilise en outre beaucoup l'application Snapchat, où il diffuse quotidiennement des photos et vidéos.
Selon certains observateurs, son succès auprès des adolescentes serait surtout dû à son physique avantageux plutôt qu'à l'originalité de ses vidéos. Le Figaro écrit par exemple en juillet 2015 : « Les vidéos proposées par le jeune homme ne sont pas toujours drôles, mais son succès s'est surtout bâti sur son physique de petit copain idéal ». Sa personnalité simple et « loufoque », ainsi que son accessibilité sur les réseaux sociaux, où il répond régulièrement et directement à ses fans, renforcent également sa popularité.
Cameron Dallas n'est pas rémunéré par Vine, mais comme tous les vineurs populaires, il est pris en charge par une agence spécialisée : 26MGMT (qui gère d'autres vineurs, tels que Nash et Hayes Grier). Il fait aussi partie du « Magcon », un groupe réunissant des jeunes vineurs américains populaires et réalisant des tournées en Amérique du Nord où ces derniers se produisent en spectacles et rencontrent leurs fans lors de « Meet and greet », où les places peuvent coûter plus de 100 $.

#### Cinéma
Sa popularité lui permet aussi de jouer dans des films. Il se retrouve ainsi en 2014 à l'affiche du film Expelled, produit par AwesomenessTV (un réseau de chaînes YouTube devenu studio de cinéma). Il joue également en mai 2015 dans deux épisodes de la série télévisée American Odyssey sur NBC, ainsi que dans le film The Outfield (en) en novembre 2015. 
L'année suivante, il devient le sujet d'une série de Netflix, intitulée Chasing Cameron : cette « série-réalité » de 10 épisodes, diffusée à partir du 27 décembre 2016, suit Cameron Dallas lors de sa première tournée internationale avec le « Magcon ».

#### Musique
Cameron Dallas s'essaye également à la musique. Le 20 avril 2015, il sort un premier single, en collaboration avec le groupe Sj3 et iHeartRadio : She Bad. Cameron Dallas y rappe sur une musique pop-électro,. Le morceau atteint en une journée la première place des charts iTunes grâce à une campagne virale sur Twitter réalisée par ses fans. Il sort ensuite une chanson intitulé All I Want avec le chanteur Daniel Skye. En 2018, il prépare une nouvelle chanson, album, intitulé Whimy. Le clip est sorti le 26 octobre 2018 sur YouTube.

#### Mannequinat
En avril 2016, il devient la nouvelle égérie de Calvin Klein, dans une campagne publicitaire où il est photographié torse nu par Jack Pierson sur les plages de Malibu.
En janvier 2017, il fait partie des milléniaux qui défilent pour Dolce & Gabbana lors de la semaine de la mode automne-hiver de Milan, aux côtés de Juanpa Zurita, Diggy Simmons, Ross Lynch Austin Mahone ou encore Lucky Blue Smith.

## Filmographie

### Cinéma
- 2014 : Expelled - Felix O'Neil
- 2015 : The Outfield (en) - Frankie Payton

### Télévision
- 2015 : American Odyssey - Cameron (Saison 1, épisodes 5 et 6)
- 2016 : Chasing Cameron (en) - lui-même (série Netflix)

### Théâtre
- 2020 : Mean Girls au August Wilson Theatre : Aaron Samuels (remplacement de janvier à février 2020)

## Discographie

### Singles
- 2015 : She Bad
- 2015 : All I Want (feat. Daniel Skye)
- 2015 : Take You
- 2018 : Why Haven't I Met You
- 2020 : Helpless
- 2020 : FYP (feat. Myles Parrish)
- 2020 : Secrets

## Récompenses et nominations
| Année | Nomination             | Récompense                 | Résultat |
| ----- | ---------------------- | -------------------------- | -------- |
| 2014  | Teen Choice Awards     | Choice Web: Viner          | Lauréat  |
| 2015  | Teen Choice Awards     | Choice Web Star: Male      | Lauréat  |
| 2015  | Teen Choice Awards     | Choice Web: Viner          | Lauréat  |
| 2016  | People's Choice Awards | Favorite Social Media Star | Lauréat  |